# Бюггмарк, Йенс
Йенс Бю́ггмарк (швед. Jens Byggmark, род. 22 августа 1985, Эребру) — шведский горнолыжник, трёхкратный вице-чемпион мира. Специализировался в слаломе. Начал свою спортивную карьеру в 2000 году, выиграв несколько стартов на юниорском уровне, причём конкурируя со своими также известными земляками — Андре Мюрером, Маттиасом Харгином и Акселем Беком.
В Кубке мира Бюггмарк дебютировал в 2005 году, в январе 2007 года одержал свою первую победу на этапе Кубка мира. Всего одержал две победы на этапах Кубка мира, обе в слаломе. Лучшим достижением в общем зачёте Кубка мира является для Бюггмарка 15-е место в сезоне 2006-07.
На Олимпиаде-2010 в Ванкувере стал 22-м в слаломе.
За свою карьеру участвовал в пяти подряд чемпионатах мира (2007, 2009, 2011, 2013, 2015), завоевал серебро в командных соревнованиях на чемпионате мира 2007 года и 2013 года, серебро в слаломе в 2011 году.
Использовал лыжи производства фирмы Voelkl.
Завершил карьеру в 2017 году.